# مقاهي القهوة الأنجليزية
انتشرت المقاهي الإنجليزية في القرنين ال17 وال18، وكانت هي الأماكن الاجتماعية العامة التي يجتمع الناس فيها للمحادثة والتجارة بينما يشربون القهوة. ويمكن لزبائن شراء كوب من القهوة والسماح لهم بالدخول للمقهى. أدخل المسافرون القهوة كمشروب إلى إنجلترا خلال منتصف القرن 17؛ حيث كانت تستهلك سابقا كانت لأغراض طبية على افتراض انها مفترضة له. ويقدم في المقاهي أيضا الشاي والشوكولاته.
حتى أن المؤرخ بريان كوان وصف المقاهي الإنجليزية «أماكن تجمع الناس لشرب القهوة، ومعرفة أخبار اليوم، والتعارف مع السكان المحليين الآخرين ومناقشة الأمور ذات الاهتمام المشترك.» إن عدم وجود الكحول في المقاهي خلق أجواء تمكن زائريها إلى الدخول في محادثة أكثر جدية مما ستكون عليه في الحانات. ولعبت مقاهي القهوة أيضا دورا هاما في تطوير الأسواق المالية والصحف.
ومن المواضيع التي نوقشت فيها السياسة والفضائح السياسية والثرثرة اليومية والأزياء والأحداث الجارية والحوارات المتعلقة بالفلسفة وبالعلوم الطبيعية. ربط المؤرخون كثيرا المقاهي الإنجليزية مع التاريخ الفكري والثقافي لعصر التنوير خلال القرني 17 و 18؛ إذ انهم كانوا في المجال البديل والتكميلي للجامعة. والجماعات السياسية كثيرا ما تستخدم المقاهي أماكن اجتماع لهم.

## الأصل

### اكتشاف القهوة أوروبي
علم الأوروبيون لأول مرة عن تناول القهوة وتقاليدها من خلال روايات الرحلات الغريبة للإمبراطوريات «الشرقية» في آسيا. فوفقا لايليس فقد بلغت نسبة المسافرون لمعرفة كيف يمكن لرجال استهلاك الخمور المسكرة، «سوداء اللون صنعت بالتوت المجفف من النباتات المزدهرة في الجزيرة العربية.» يستهلك الرجال الأصلية هذا السائل«طوال اليوم وحتى في الليل دون أي الرغبة بالنوم ولكن الذهن والجسد يكونان في حالة تأهب مستمر، حيث أن الرجال يتحدثون ويجادلون بشأن هذا السائل الأسود الساخن إذ يجدون فيه حافزا غريبا نقيض تماما لتلك التي تنتج من عصير العنب المخمر.» ويوضح كوان طريقة النظرة الأوربية للاستهلاك الاجنبي الأولي من القهوة التي استوعبت وحولت إلى مرآة لتقاليد الأوروبية عبر حصولهم على القهوة ونقلها إلى ثقافتهم الشعبية. وبأساس تقييم كوان لمشروع النفعي الإنجليزي للموهوبون للنهوض بالتعلم الذي ينطوي على القيام بتجارب مع القهوة، وتم تفسيرهذه الظاهرة بشكل جيد. وكان السير فرانسيس بيكون الموهوب الإنجليزية المهم الذي دفعت رؤيته عجلة المعرفة البشرية من خلال جمعه وتصنيفه لعالم الطبيعة بغرض فهم خواصها. وكان لعمله مع القهوة دور في ألهامه للمزيد من البحوث بشأن خواصها الطبية. وأدت تجاربه مع القهوة إلى «علاج» مفترض لامراض مثل «منالوخيا الرأس» والنقرس وداء الاسقربوط والجدري والسكر المفرط. حيث كان هناك أولئك الذين كانوا حذرين من تأثير خواص القهوة سلبا، خوفا من أن تزيد لديهم الآثار السلبية أكثر من اثارها الإيجابية. وضع التجريبيون عليها التكهنات المحيطة استهلاك القهوة. ويخشى هؤلاء التجريبيون أن استهلاك القهوة المفرط يمكن أن يؤدي إلى كسل، والشلل وأمراض القلب والأطراف ارتعاش، وكذلك انخفاض الغيرة واضطرابات عصبية. وضع التجريبيون تكهنات عليها حول مستهلكي القهوة. ويخشى هؤلاء التجريبيون أن استهلاك القهوة المفرط يمكن أن يؤدي إلى كسل والشلل وأمراض القلب وارتعاش الأطراف وكذلك انخفاض الغيرة والاضطرابات العصبية.

### أوائل مقاهي أكسفورد
لم يعد ينظر إلي القهوة على كونها نباتات الطبية فقط خلال منتصف القرن 17. كانت أكسفورد أول مدينة إنجليزية أنشى فيها مقهى القهوة، والتي تمتلك مزيجا فريدا من الاهتمامات بالمنح دراسية الغريبة والمجتمع التجريبي الناشط. أنشأ رجل أعمال يهودي يدعى يعقوب أول مقهى إنجليزي في 1650الذي سماه الملاك. وفقا لكوان كان ينظر لأكسفورد كما لو كانت لاعبا اساسيا مهما لخلق ثقافة المقاهي المميزة في جميع أنحاء عام 1650. كما أن مقهى "ذا كوينزلين" في جامعة أكسفورد لا تزال موجودة وقد تم تأسيسها في عام 1654. وقد كانت من المقاهي الأولى معروفة التي أنشئت في أكسفورد وتعرف أيضا ببيني يونفرستيز، كما عرضوا شكل تعليمي بديل لهيكلة التعلم الأكاديمي، في حين لا يزال يرتادها الموهوبون الإنجليز اللذين يسعون بنشاط لتقدم في المعرفة البشرية. ان المقاهي تتقاضى فلسا واحدا لدخول، وتشمل الحصول على الصحف والحديث. ويذهب لهذه المقاهي صحفيون يدعون "عداء" للأعلان عن آخر الأخبار. جذبت هذه البيئة مجموعة منتقاة من الناس الذين التقوا واختلطوا مع بعضهم البعض. وضعت أهمية بالغة لطبقية والوضع الاقتصادي في المجتمع، وكانت المقاهي فريدة من نوعها لان زبائنها كانوا من جميع مستويات المجتمع.حيث أن أي شخص لديه فلسا واحدا يمكن أن يتردد على هذه المقاهي ويدخلها فحتى طلاب الجامعات يترددون أيضا في المقاهي، وأحيانا يقضون المزيد من الوقت في المحلات أكثر من المدرسة. وقال كوان: "كان المقهى مكانا للعلماء المفكرين للتجمع ولقراءة وكذلك لتعلم والتناقش مع بعضها البعض، ولكن بالتأكيد ليس مؤسسة جامعية، المحاضر هناك كانت أمرا مختلف تماما عن أي برنامج تعليمي الجامعي ". وعلى الرغم من أن المقاهي في وقت لاحق أصبحت إلى حد بعيد أكثر شمولا، لكن أوائل المقاهي في أكسفورد تفردت عن غيرها، وتلبية احتياجات الموهوبون. وشملت أوائل مقاهي أكسفورد الموهوبون مقهى كريستوفر رين، بيتر بيت، توماس ميلنغتون، تيموثي بالدوين، وجون لامبشيري على سبيل المثال لا الحصر. حيث أن مذكرات أنتوني وود وجون إيفلين دليلا على طبيعية أوائل المقاهي في أوكسفورد. ساعدت أوائل مقاهي أكسفورد أيضا على تأسيس لون خاصا للمقاهي مستقبلا في إنجلترا، إذ أنها تختلف عن المؤسسات الاجتماعية الإنجليزية الأخرى مثل البارات والحانات. "وكان المقهى مكانا لـ " الموهوبون" و " الذكاء "، وليس لطبقة الدنيا أو ROUES الذي صوروا عادة على انهم الزبائن النموذجيين لأماكن شرب الكحول. يخلص إليس" (المقاهي أكسفورد ') تكمن قوتها الحقيقة في أن كانوا على اتصال يومي مع الناس. وكان الغرض منها شيئا أكبر من توفير ملتقى للتفاعل الاجتماعي والثرثرة. بل كان هنالك مناقشة جادة ورصينة بشأن جميع المسائل ذات الاهتمام المشترك ".

### أوائل مقاهي لندن
مقاهي القهوة على طريقة أكسفورد التي كانت بمثابة مركز للتفاعل الاجتماعي والثرثرة والاهتمام المدرسية سرعان ما انتشرت إلى لندن، حيث أصبحت المقاهي الإنجليزية ذو شعبية وجزءا لا يتجزأ من الثقافة الشعبية والسياسية الإنجليزية. باسكوا روزي موظف الخدمة اليوناني لتاجر شركة لوفونت يدعى دانيال إدواردز أنشأ أول مقهى في لندن عام 1652. وكان اسمه ثاني مقهى في لندن ذا تمببل بار الذي أنشئ من قبل جيمس فار في 1656. كان هناك القليل من الأدلة في البداية التي تشير إلى أن مقاهي لندن ذو شعبية وكثيرة المتردد، نظرا لطبيعة المنافسة غير مرحب بها من قبل شركات لندن الأخرى. عندما بدأت روتا كلوب هارينغتون للاجتماع في مقهى لندن أنشئ آخر يعرف باسم تيركس هيد، لمناقشة «مسائل السياسة والفلسفة»، بدأت شعبية المقاهي الإنجليزية في الارتفاع. وكان هذا النادي أيضا «أكاديمية حرة ومفتوحة إلى جميع القادمين» وكان سببه فن النقاش، وصفها بأنها «مثيرة للجدل لكن مدنية وتعلمت ولكن ليس توجيهيا». وفقا لكوان، على الرغم من نفي محكمة الاستئناف الاكليركية العليا بعد استعادة النظام الملكي، تم أنشأ الإطار الخطابي أنشئت خلال اجتماع في المقاهي حدد لونا للمحادثة المقهى خلال الفترة المتبقية من القرن ال17.

## الفترة الشعبية

### الأسلوب
كانت للمقاهي الإنجليزية أسلوبها الخاص إبان أوج شعبيتها، والتي تمتد بين 1660، بعد استعادة النظام الملكي، حتى تراجعها في نهاية القرن ال18. سرعان ما أصبحت مقاهي القهوة "آخر أخبار المدينة". جو مريح، رخيص نسبيا وساهم مقهى متردديه على حب الاختلاط بالآخرين وارتفاع في الطلب. وعلى الرغم من مواجهة المقاهي نكستان كبيرتان إبان أوج في شعبية، انتشار الطاعون عام 1665 وتلاه حريق لندن الكبير عام 1666 لكن شعبية المقهى لم تضعف. أضاف إليس قائلا: "قد لاتكون لندن مهزوما تماما طالما لا يزال هناك بعض الذين يسلكونا طرقا ضيقة إلى المقاهي المفضلة لديهم، بالرغم لم يعدو على استعداد للتحدث بحرية تامة مع الغرباء اذ يتفحصون ارجاءالغرفة قبل، ولا يتعاملو حتى مع أقرب معارفهم من دون أن يستفسر عن صحة الأسرة في المنزل أولا وتلقيه تطمينات منهم". أصبحت المقاهي الإنجليزية كمنزل للعامة التي كانت موضع ترحيب كل شيء، بعد دفع ثمن بنس واحد لتناول فنجان من القهوة.وحسب تقارير إليس لديموغرافية واسعة من الرجال الحاضرين في المقهى النمطي عقب فترة ما بعد الترميم: "مثل سفينة نوح، كل نوع من المخلوقات من كل ارجاء الحياة (يترددون المقاهي) ومن بينهم مدني فطن أو مواطن بالغ أو محامي جدير أو قاضي عابدة أو قس انشقاقي أو بحار طلق اللسان. " وزعم بعض المؤرخين أن هذه المؤسسات كانت بمثابة الهيئات الديمقراطية نظرا لطبيعتها الشاملة: "اذ لا يوجد اختلاف سواء كان الرجل يرتدي معطف رثا أو لا؛ علاوة على كونه قادرا على الانخراط في المحادثة ويعرف أنه سيجاب بتهذيب ". وكان مفترض تناسب احاديث مقهى حديث على نحو معين. واعتبر أسلوب تبادل الأحاديث المهذبة اللطيفة أساس ضروري لسير حديث وجدال المقهى. وكان هناك نزاع بين المؤرخين حول الدور الرئيسي الذي لعبه التحضر في المحادثة المهذبة في مقهى الحوار والنقاش. يقول كلاين أهمية تشكل التمدن من مقهى محادثة للعامه حتمي لبقاء شعبية المقهى طوال فترة عصر ترميم المقلقة. يسري كوان مصطلح "التمدن" للمقاهي في معنى "العلامة التجارية العمرانية بشكل غريب من التفاعل الاجتماعي التي تقدر قيمته بالنقاش الرصين والعقلاني في المسائل ذات درجة عالية من الأهمية، سواء كانت علمية أو جمالية أو سياسية." ويقول إن القواعد والإجراءات الأساسية التي مكنت المقاهي إلى "ابتعاد غير المرغوب فيهم". وتشمل هذه القواعد والإجراءات المحددة كذلك الاتفاقيات التي حددتها النوادي عند التردد على المقاهي، مثل روتا نادي هارينغتون. يقول كوان أن هذه "القواعد" كان لها الأثر الكبير على حب الاختلاط بالآخرين في المقهى. يقول مكي أن مجلة أديسون وستيل شعبية ذا شعبية وتاتلر وسبيكتر أكسب حديث المقهى الإنكليزي التهذيب، والغرض الصريح منها يكمن في إصلاح الأخلاق الإنجليزية والآداب. والبعض الآخر لا يزال يخوض في حضور التهذيب المدن ضمن حديث مقهى. يستخدم هيلين بيري اليزابيث آدكنز كمثال المعروف باسم مول كنق والمعروف باللغة العامية مقهى باسم "فلاش" لمواجهة البديهيه للثقافة التهذيب ضمن ثقافة المقاهي. ويوضح إليس أنه بسبب التحفظ والتزمت أثرت سلوكية المقاهي الإنكليزية ومنع المسكرات والسماح للمحادثة واقعية محترمة. وعلى سبيل المثال أدت رؤية البيره في مقهى ما فان الزبائن يضطرون إلى المغادرة لاخرى. العديد من المقاهي تهتم بمجموعة متنوعة من الأفراد الذين ركزوا على مواضيع محددة للمناقشة. تنوع في الموضوعات والمجموعات من العروض التي تهتم بها المقاهي التبصر في طبيعة غير متجانسة من المجتمع الإنجليزي إبان الفترة التي ارتفعت المقاهي إلى ذروتها في شعبيته. سمات المقاهى المختلفة تتضح عند تقييم محدد للمقاهي بالتفصيل خلال هذه الفترة. وبعد فترة الترميم لبت المقاهي المعروفة باسم الجامعات بيني لمجموعة من الفنون النبيلة وعملت بمثابة مركز تعليمي أكاديمي بديل. تتضمن دروس في الفرنسية والإيطالية واللاتينية والرقص والمبارزة والشعر والرياضيات وعلم الفلك. عملت المقاهي الأخرى كمركز لتجمع اجتماعي للرجال أقل تعليما. قيم هيلين بيري مقهى واحد، والمعروفة باسم مقهى مول كنق، ويصف مرتادوها عديمي الأهمية والسكارى فضلا عن "مزيج اجتماعي واسع غير عادي من الزبائن الذكور من رجال الحاشية إلى تجار سوق كوفنت غاردن والقوادين." ويصحب بممارسة الدعارة في كثير من الأحيان. وعادة ما يتحرث الزبائن بنوع من المحادثة المعروفة باسم "فلاش"، وهو مشتق من الكلام الإجرامي. وقد استخدم مقهى مول كنق كدراسة حالة لبيري لإثبات أن تبادل الأحاديث المهذبة اللطيفة لا يستخدم دائما في إطار اسلوب المقهى الإنجليزي. وتتردد مجموعات أخرى المقاهي لأسباب مختلفة. فعلى سبيل المثال، مقهى الطفل " بالقرب من الطبيب وارويك لين وساحة كنيسة القديس بولس"، وكان يتردد عليه رجال الدين والأطباء ".

### القواعد
وفقا لأول مرة نشر فيها «القواعد والأوامر الصادرة عن دار القهوة» في 1674 يتضح ويطبع باعتباره انتقاد للقهوة، وكان من المفترض أن المساواة قد سادت بين جميع الرجال في هذه المؤسسات، و«أي رجل من أي محطة من الضروري إعطاء مكانه ل رجل أرفع». يؤكد المؤرخين بأن مجموعة سكانية متنوعة من العملاء يتردد على المقاهي الإنجليزية، تجاهلهم الوضع الاجتماعي إلى حد ما، كما يمكن للمرء المشاركة في محادثة بغض النظر عن الطبقة أو رتبة أو الميل السياسي. إذا ينبغي على من يحلف يتنازل عن اثنى عشر بنسا. وإذا اندلعت مشاجرة خارجه فإن المحرض يشتري للمهان فنجان من القهوة. منعت المقاهي موضوع «المقدسات» داخلها وايجاد قواعد حول التحدث بشكل سيئ عن الدولة وكذلك الكتب الدينية. ومنعت أيضا قواعد ألعاب الحظ مثل البطاقات والنرد كذلك. على كل حال، لم يكن هناك أي لوائح أو قواعد تحكم المقاهي حقيقة. [هذا] هجاء ساخر يعد جوهر الفكرة تنظيم سلوكهم.

### الأسواق المالية
اجريت العديد من صفقات في النقل البحري في مقهى لويدز التي يرتاده التجار والبحارة. ونتيجة لذلك أصبحت شركة التأمين الكبرى لويدز في لندن.
في القرن ال17 جمع سماسرة الأوراق المالية ومتداولها في المقاهي، ولا سيما مقهى جوناثان، لأنها لم تسمح لمتادولي البورصة الملكي بسبب عاداتهم وقحا.

### الأخبار الثقافية المطبوعة
مثل المقهى الإنجليزي أيضا كمركز اتصال أساسي للحصول على الأخبار. وربط المؤرخون بين المقاهي الإنجليزية مع المطبوعات والمنشورات واصدارات المسرحية بشكل قوي، كما كان مكان هامة للقراءة وتوزيع هذه المطبوعات، إلى جانب جمع المعلومات والأخبار مهمة. توفر معظم المقاهي النشرات والصحف، وتكون شاملة سعر الانضمام . يطلع الرعاة على مواد القراءة في وقت فراغهم. أصبحت مقاهي القهوة مرتبطة أكثر فأكثر مع الأخبار الثقافية، كما أصبحت الأخبار متاحة في أشكالا متنوعة في جميع المقاهي. وتشمل هذه الأشكال: «المطبوع سواء المرخصة وغير المرخصة، المخطوطات، الجهرية، النميمة، الإشاعات، والقيل والقال.» كما كان العداؤون يتجولون حول مقاهي مختلفة * لنقل تقارير أحدث الأحداث الجارية *. وكان تدوال نشرات تعلن المبيعات، عمليات الإبحار، والمناقصات شائع أيضا في المقاهي الإنجليزية.
واعتبر مجلة ريتشارد ستيل وجوزيف أديسون، وسباكتتر وتاتلر، النقلة الأكثر تأثيرا في طباعة الصحف التي انتشرت في المقاهي الإنجليزية. ومن المرجح ان المصادر الأكثر توزيعا للأخبار والثرثرة في المقاهي طوال النصف الأول من القرن ال18 هي تلك المجلات. عمل أديسون وستيل بشكل واضح إلى إصلاح الأخلاق والآداب العامة للمجتمع الإنجليزي، أنجزاه من خلال الانتقاد القصصي الخفي عن المجتمع الإنجليزي. وكانت هذه القصص القصصية تعقد انتقادات الاجتماعية كامنة، بدلا من واضحة «، تم إقناع القراء، وليس بالإكراه، إلى حرية اختيار هذه المعايير من الذوق والسلوك باعتبارها خاصة بهم.» اعتمد أديسون وستيل على المقاهي كمصدرا خاص بهم عن الأخبار والثرثرة وكذلك زبائنهم، ثم تنشر الأخبار الثقافية مجددا إلى المقاهي لأنه اساس توزيعها. وفقا لبراهما، مكانة الصحافة الجيدة خلال الأيام التي أديسون وستيل نشرو تاتلر وسباكتتر في المقاهي الإنجليزية أثر مباشرة إلى الإقبال على المقاهي.

### عصر التنوير
اختلف المؤرخين حول مدى إسهام المقاهي الإنجليزية على الحياة العامة خلال عصر الأنوار. إذ لا توجد وسيلة بسيطة وموحدة لوصف عصر التنوير. ومع ذلك، يتفق المؤرخون عموما أنه خلال هذه الفترة، وأصبح العقل الاساس الذي يحكم به النشاط البشري عوضا عن أشكال أخرى من السلطة التي كان يحكم بها سابقا، مثل الدين والخرافة، أو الأعراف العشوائية للسلطة . يقول يورغن هابرماس في تحليله للحركة التنوير، أن عصر التنوير شهد إنشاء الحياة العامة البرجوازية لمناقشة الاراء وتغيراتها. وفقا لهابرماس، فإن "الأماكن العامة" هي المكان الذي يمكن الرجال الهرب من أدوارهم كمواضيع، واكتساب الاستقلال الذاتي في ممارسة وتبادل آرائهم وأفكارهم. " وبالتالي، ليس هناك أيضا حياة بسيطة وموحدة، كما بامكانها تضمن مجالات مختلفة، مثل أحد المثقفين من الحياة العامة السياسية في عصر التنوير. فيما يخص المقاهي الإنجليزية هناك خلاف بين المؤرخين حول المدى الذي ينبغي النظر فيه إلى المقاهي ضمن الحياة العامة من حركة التنوير. تولي دوريندا أوترام المقاهي الإنجليزية ضمن الحياة العامة الفكرية، مع التركيز على نقل الأفكار المتنورة. بررت موضعها ضمن "الحياة العامة الفكرية " للمقاهي الإنجليزية عن طريق تسميتهم العمليات التجارية، إذ فتحت لجميع الذين يستطيعون الدفع مما يوفير سبل عدة لعرض لنفس الأفكار من طبقات اجتماعية مختلفة. " وتجادل أيضا أن الأفكار المتنورة منقولة من الثقافة الطباعة، التي أصبحت مفتوحة أمام عدد أكبر من الأفراد بعد 'ثورة القراءة "في نهاية القرن ال18. فوفقا لأوترام، عرضت المقاهي الإنجليزية أشكال مختلفة من المواد المطبوعة، مثل الصحف والمجلات وبعض من أحدث الكتب وبفضلها تم النظر في الحياة العامة من حركة التنوير. خدمات المؤرخ جيمس فان هورن ميلتون الفت منظور آخر حيث وضعت المقاهي الإنجليزية ضمن الحياة العامة الأكثر سياسية لحركة التنوير. وفقا لميرتون، المقاهي الإنجليزية "ولدت في عصر الثورة والترميم، وخصومات الاحزب المريرة. (انهم) جعلو الأماكن العامة في وقت العمل السياسي والجدال بالامتداد إلى موسسات خارجية تقليدية". وهو يستخدم حقيقة أن "الجمهورين ارتش" نادي روتا هارينغتون يلتقون داخل مقهى في لندن في وقت مبكر لمناقشة القضايا السياسية كدليل يصور المقاهي الإنجليزية كمراكز ل"المعارضة الدينية والسياسية." كما يقدم أيضا أدلة على أن الجماعات السياسية المختلفة تستخدم شعبية المقاهي لأغراض سياسية خاصة بهم: شجع البيوريتانيين شعبية المقاهى لنهيها عن الكحول في قونينها، في حين أن الناقد الملكى يربط المقاهي مع الكلام السياسية المتستمر وغير المبرر من قبل الموضوعات المشتركة .

### النساء
اختلف المؤرخون حول دور ومشاركة المرأة في مقهى اللغة الإنجليزية. يذكر براماه حظر المرأة عن المشاركة في نشاطات المقهى كزبائن. من جهة أخرى كوان يوضح أنه في حين كانت المقاهي حرة ومفتوحة لجميع المواضيع رغم اختلاف الطبقة أو الجنس أو الجدارة، تدور المحادثة حول القضايا التي تركز على الذكور مثل السياسة والأعمال والنقد الثقافي، الذي لم يكن من المفترض أن تهتم النسا به ولهذا كانت مشاركتهم في المقاهي غير مرحب به. تصور المؤرخون المقاهي كمجال نبيل حيث يمكن للرجال أن يشتركون في المحادثة وبعيدا عن المجتمع النسائي، حيث ليست مكانا لنساء المحافظين على احترامهم. وعلى هذا النحو، الشكاوى المقدمة ضد مقهى مشكوكة عادة من قبل النساء. كانت حجج النساء خفية ضد تردد المقاهى، فضلا عن تناول القهوة والموضحة في «العريضة النسائية ضد القهوة.» أبدوا احتجاج استهلاك القهوة بانها جعلت الرجال عقيمين وعاجزين وذكرت أنها خفضت من معدل المواليد البلاد. وفقا للعريضة، جعلت القهوة الرجال «كالصحاري الرملية خالية الثمار، من حيث أنها جلبت التعاسة لثمارها». أثار النساء أيضا احتجاجا على مقهى في ذاته لأنه «متاح في أوقات الأزمات المحلية عندما ينبغي لزوج أن يكون متواجد في البيت لاداء واجبه.» يذكر كوان عدد قليل من الحالات التي سمح للنساء التردد على المقاهي الإنجليزية: عندما تشارك في مشاريع تجارية، خصوصا في المنتجعات، حيث لاقت مؤانسة الإناث قبول أكثر وبسهولة، في لعب القمار / المقاهي، وبينما تعقد المزادات داخل المقاهي، وعملت المرأة لخدمة أسرتها. وحسب ما ذكر المؤرخين بلغت نسبه مشاركة المرأة في الحياة الذكور العامة في المقهى بتقييم البائعات الأخبار المتجولات الإناث الذين يدخلون مؤقتا داخل المقهى المتهيمين عليه الرجال. وقال بولا ماكدويل أن هذه المرأة «لم تك شيئا ولكن موزع سلبيا لأفكار السياسية للآخرين.» وبالإضافة إلى ذلك، أظهرت دراسة ماكدويل أن البائعات الإناث المتجولات «يتشكلون حسب الأوضاع وأنواع الخطاب السياسي من خلال فهمهم لرغبات عملائها للحصول على الأخبار ونشرات مطبوعة زائلة.» ومع ذلك، أتفق ماكدويل وكوان أنه على الرغم من ان عمل العاملات قد يكون جسديا داخل الحياة الذكور العامة في المقهى ، ومع ذلك طبقتهم الاجتماعية وجنسهم منعهم من المشاركة الكاملة في مجال المقاهي. وقال إن وجود المرأة داخل المقاهي بشكل عام لا يعني أن اشتراكها أصبح متساو مع الرجال في المجال العام من المقاهي. وأشار كوان لمقاهي اصحابها إناث ، والمعروفة باسم «قهوة المرأة»، كمثال ذا صلة على وجود النساء في هذا المجال، في حين لايشترط اشتراكها في المجال العام من المقاهي. تصرفن كمالكي وكذلك خوادم القهوة، في حين لا يأخذن بالضرورة جزءا من محادثة مقهى. أصحاب مقاهي الإناث الشهيرة هن آن روتشفورد ومول كينغ، التي أصبح في وقت لاحق محطا للانظار.

## التراجع
قبيل نهاية القرن ال18، اختفت المقاهي تقريبا بشكل كامل عن الساحة الاجتماعية الشعبية في انكلترا. قدم المؤرخون الكثير من الأسباب التي أدت إلى تراجع المقاهي الإنجليزية. يقول إليس أن حماقة رعاة المقهى من خلال المساعي التجارية، وتطور النادي وسياسة الحكومة الاستعمارية أدت كمساهم رئيسي في تراجع المقهى الإنجليزية. واحتكار أصحاب المقهى للحصول على الأخبار الثقافية وإنشاء صحيفة مقهى كشكل حصري من الأخبار المطبوعة المتاحة. اجتمع معه السخرية المستمرة والنقد، واقتراحا فقدت مصداقية المكانة الاجتماعية لرجال القهوة. إليس قائلا: «السخرية والاستهزاء قتلت اقتراح رجال القهوة ولكن من الجدير بالملاحظة، من ذلك التاريخ، بدأ نفوذهم، ومكانتهم وسلطتهم إلى الزوال وباختصار، رجال القهوة ارتكبوا خطأ تكتيكيا فادحا وغالو بأنفسهم.» أسهم ظهور النادي الحصري إلى تراجع في شعبية من المقاهي الإنجليزية أيضا. ويوضح براماه كيف سقطت قواعد المقاهي التي جعلت المقاهي ذات مرة أماكن تجمع في متناول جميع فئات المجتمع، إلى الانهيار. «أطل الاستعلاء زعيمها ولا سيما في أوساط المثقفين، الذين شعروا بأن عبقريتهم تؤهلهم للحصول على الحماية من الغرباء القطيع الشائع ولم يعودوا يرحبو بهم.» على سبيل المثال، بدأت بعض المقاهي بتوجيه اتهامات أكثر من البنس العرفي للحفاظ على الحضور المتكرر للزبائن خدموا الوطن ذو مكانة أعلى. وارتفعت الأندية الأدبية والسياسية في شعبيتها، إذ أن «تفاهات شاربي القهوة اضاعت مناقشة الأكثر خطورة .» ومع تزايد الطلب الجديد على الشاي، اضطرت الحكومة أيضا إلى التراجع في مد يد العون إلى المقهى الإنكليزية في القرن ال18. شركة الهند الشرقية البريطانية، في ذلك الوقت، حصدت اهتمام أعظم في تجارة الشاي من تجارة البن، والتنافس على القهوة قد زاد دوليا مع انتشار المقاهي في بقية أنحاء أوروبا. رعت سياسات الحكومة التجارة مع الهند والصين، وفقا لايليس، عرضت الحكومة التشجيع على أي إجراء من شأنه تحفيز الطلب على الشاي. إذ أصبح الشاي مألوف في المحكمة وبيوت الشاي، الذي جذب له عملاء من كلا الجنسين، وابتدئت شعبيته في النمو. ويفسر تزايد شعبية الشاي إلى سهولة إعداده. «لمشروب الشاي، كل ما هو مطلوب هو إضافة الماء المغلي، أما القهوة، التحميص المطلوب، والطحن والتبخير.» قدم اليس أدلة على أن استهلاك الشاي ارتفع في المجتمع الإنجليزي، من 800,000 رطل (360,000 كلغ) سنويا في 1710 إلى 100,000,000 رطل (45000000 كلغ) سنويا في 1721. وفي ما يتعلق بتراجع ثقافة القهوة، يخلص إليس: «انها قد خدمت غرضها ولم يعد بحاجة إليها كمكان اجتماع للنقد السياسي أو الأدبي والنقاش قد رأوا سير الأمة خلال إحدى أعظم فترات للمحاكمة ومحنتها إذ قاتلوا وفازو في معركة التبذير العمرية؛ وقد أعطانا هذا معيارا للكتابة النثرية والنقد الأدبي، معيارا لا مثيل لها قبل ذلك أو بعده».